# Отвоевание (политическая партия)
«Отвоевание» или Реконкиста (фр. Reconquête; R!) — французская политическая партия, основанная ультраправым журналистом и кандидатом в президенты Эриком Земмуром 5 декабря 2021 года.

## История
Партия была основана журналистом, выступающим против миграционной политики Франции, писателем и полемистом Эриком Земмуром, намеревавшемся участвовать в президентских выборах 2022 года. 
30 ноября 2021 года он официально подтвердил свою кандидатуру на пост президента через видео на YouTube, затем 5 декабря 2021 года на первом предвыборном митинге в коммуне Вильпент он объявил о создании новой партии с названием «Реконкиста».
В первом туре президентских выборов 2022 года Э. Земмур получил 2,485 млн голосов (7,07 %).
На выборах в Европейский парламент 2024 года во Франции партия в союзе с Консервативным движение получила 1 345 234 голосов (5,46 %) и 5 мест из 81.
После объявления внеочередных парламентских выборов Марион Марешаль-Ле Пен, депутат Европарламента и вице-президент партии, 10 июня 2022 года провела от имени партии официальные переговоры с «Национальным объединением» (RN) на предмет объединения усилий и координации действий на выборах. 
11 июня 2022 г., после нескольких туров обсуждений в штаб-квартире RN, М. Марешаль объявила, что партия Марин Ле Пен отказалась от соглашения с «Реконкистой» и что она сожалеет об «изменении позиции» и «внезапном и противоречивом решении» RN. Все три вице-президента партии (М. Марешаль, Г. Пельтье и Н. Бе), а также Лоран Трошю, то есть четыре из пяти новых депутатов «Реконкисты» в Европарламенте, призвали к «поддержке по всей Франции единых кандидатов коалиции правых», то есть избирательного союза с RN и «Республиканцами» Эрика Сьотти, в отличие от линии, поддерживавшийся Э. Земмуром. В ответ Земмур заявил об их «предательстве» и объявил об их исключении из партии.
В первом туре парламентских выборов 2024 года партия Земмура получила 238 934 голосов (0,75 %) и осталась без мандатов. Во втором туре кандидаты партии не участвовали.